# Casa da Palavra Mário Quintana
A Casa da Palavra Mário Quintana é um espaço cultural dedicado às múltiplas manifestações da palavra como linguagem, localizado em Santo André (São Paulo), inaugurada em 1992. A instituição ocupa um antigo casarão construído nos anos 1920, localizado na Praça do Carmo, na região central de Santo André. O espaço é um equipamento cultural gerido pela Prefeitura de Santo André. 
A instituição realiza realiza encontros, seminários, palestras, exposições, saraus, publicações, cursos, oficinas e workshops abrangendo o campo literário e outras linguagens artísticas que usam a palavra como suporte.
O espaço busca valorizar o trabalho de escritores da região, como Zhô Bertolini, Tarso de Melo, Rodrigo Petrônio, Hidelbrando Pafundi e Jurema Barreto de Souza. O equipamento possui uma biblioteca, com pequeno acervo de livros e periódicos de crítica literária, também possui espaços para troca e doação de livros, espaço de leitura, ambientes para discussões, cafeteria, jardim de inverno, salão nobre e laboratório de inclusão digital.

## História
O projeto de criação da Casa da Palavra surge durante a primeira gestão do prefeito Celso Daniel em Santo André. A partir de 1989, o Departamento de Cultura da Secretaria de Educação, Cultura, Esportes e Turismo de Santo André é reestruturado, sendo dividido em Divisão de Difusão Cultural e Divisão de Formação Cultural. Suas atividades passam a se estruturar a partir do conceito de "ação cultural", de Teixeira Coelho.
Em março de 1990 ocorre uma nova estruturação do Departamento de Cultura, sendo dividido em Serviço de Teatros e Auditórios, Serviço de Bibliotecas, Serviço de Programação Especial, Serviço de Ação Cultural, Serviço de Preservação da Memória e Serviço de Oficinas e Escolas Municipais de Iniciação Artística.
O interesse no desenvolvimento de ações específicas para cada linguagem artística motivou a criação de diferentes núcleos pela gestão municipal, entre eles a literatura. Em 1992, junto à proposta de implementação da Casa do Olhar, surge a ideia de criação da Casa da Palavra, como espaço destinado ao aperfeiçoamento em idiomas e ao estímulo literário.
Em 6 de setembro de 1992, foi inaugurada a Casa da Palavra, sob coordenação de Sonia Varuzza e Claudia Dalla Verde. No evento de inauguração esteve presente o poeta Augusto de Campos.
Em 1993, com o redimensionamento dos órgãos culturais municipais na gestão do prefeito Newton Brandão, a Casa da Palavra é fundida à Casa da Olhar (adotando a denominação Casa do Olhar e da Palavra).Em 1998, as duas instituições são novamente separadas.
Em 1995, através da Lei municipal nº 7.242, de 7/4/1995, o espaço recebe a denominação Casa da Palavra Mário Quintana, em homenagem ao escrito brasileiro Mário Quintana.
Desde 2004, o equipamento é sede da Escola Livre de Literatura (ELL), instituição correlata à Escola Livre de Teatro (ELT), a Escola Livre de Cinema e Vídeo (ELCV) e a Escola Livre de Dança (ELD) do município.
Em 2011, a instituição fundou o Centro de Referência da Língua Portuguesa, com o objetivo de realizar atividades para aprofundamento na língua portuguesa, através da realização de cursos e rodas de leitura.

## O imóvel
O imóvel sede da Casa da Palavra Mário Quintana é um dos edifícios residenciais mais antigos da área central de Santo André. A casa foi construída entre o final dos anos 1920 e início da década de 1930, no entorno da Paróquia de Nossa Senhora do Carmo.
O imóvel foi originalmente a residência de Paulina Isabel de Queiroz, que se mudou em 1922 para o imóvel após o falecimento de seu marido, Antonio Queiroz dos Santos, importante comerciante, dono de terras e impulsionador da urbanização de Santo André. O terreno original da propriedade possuía 2.400 m², ligando a Rua Albuquerque Lins, Rua Luiz Pinto Fláquer à Praça do Carmo.
O edifício possui uma arquitetura eclética, perceptível pela fachada e possui recuos do alinhamento da rua, alpendres, jardins e escadarias.
Paulina Isabel residiu no local até 1938, quando o terreno foi arrendado pela Prefeitura de Santo André para instalação da Escola Profissional Mixta Secundária e do Dispensário de Puericultura e Clínica Infantil.
Em 1948, o edifício foi ocupado pelo Serviço de Assistência Médico-Hospitalar e Pronto-Socorro de Santo André.
De 1952 a 1968, o prefeito Fioravante Zampol decidiu instalar o Gabinete do Prefeito no edifício. Durante o período, o imóvel foi decretado de utilidade pública, com vistas à desapropriação, o que se concretizou apenas em 1971.

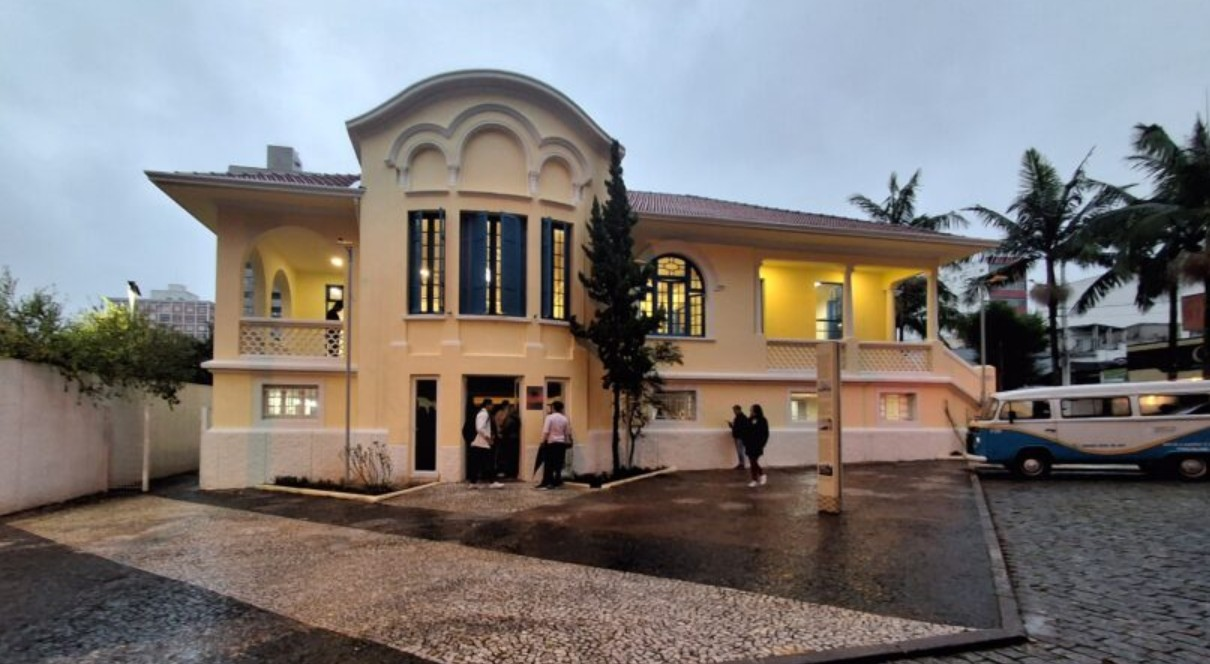
Casa da Palavra Mário Quintana

Após a transferência do Gabinete para o recém construído Centro Cívico de Santo André, o prédio abrigou diversos equipamentos, como a Junta do Serviço Militar (décadas de 1970 e 1980), União Cívica Feminina e pelo Serviço de Promoção Social de Santo André (Prossan) (até o início da década de 1990).
Em 1992, após uma reforma, o espaço passa a abrigar a Casa da Palavra, inaugurada no dia 6 de setembro.
No mesmo ano, em outubro, o imóvel foi tombado pelo Conselho Municipal de Defesa do Patrimônio Histórico, Artístico, Arquitetônico-Urbanístico e Paisagístico de Santo André (COMDEPHAAPASA). O reconhecimento como Patrimônio Cultural protegido da cidade se deu pela permanência de sua arquitetura, que reflete um modo de morar e de habitar, por suas relações afetivas com a comunidade andreense, e pelo valor simbólico de ter servido como Gabinete do Prefeito do município. 
Em 1997, uma adaptação do espaço foi realizada para melhor acomodar o espaço cultural. A abertura para a varanda lateral foi recuperada e foi realizada a instalação de uma escada em caixa de vidro que liga o porão e ao pavimento superior do edifício.
No período de março a outubro de 1998, após se tornar novamente autônomo da Casa do Olhar, o edifício passou por reformas para modernização das instalações. O espaço foi reinaugurado em novembro de 1999.
Em 2019, o prédio passou por uma revitalização com a pintura da fachada para cobrir pichações e correção de cores para adequação às especificações técnicas definidas pela Secretaria de Cultura do município.
Em 2023, o edifício passou por novas reformas. Durante o período realizou atividades descentralizadas, ocupando espaços de outros equipamentos da cidade. A previsão de reinauguração do espaço é para o primeiro semestre de 2024.
Atualmente, o edifício conta com ambientes para discussões, sala de livros, jardim de inverno, salão nobre e laboratório de inclusão digital. Em 2019, o espaço inaugurou uma cafeteria no piso inferior.